# Kerguelenella corallina
Kerguelenella corallina is een slakkensoort uit de familie van de Siphonariidae. De wetenschappelijke naam van de soort is voor het eerst geldig gepubliceerd in 1980 door Christiaens.